# Ada Adler
Ada Sara Adler (Frederiksberg, 18 de Fevereiro de 1878; Copenhague, 28 de dezembro de 1946) foi uma filóloga e bibliotecária dinamarquesa.

## Vida
A família de Ada Adler era de origem judaica. Seus pais chamavam-se Bertel David Adler (1851–1926) e Elise Johanne Fraenckel (1852–1938). Sua tia Ellen Adler foi casada com o médico Christian Bohr, que descobriu o efeito de Bohr, e cujo filho foi Niels Bohr, prêmio Nobel de física em 1922.
O nome de Adler consta entre os mais importantes na filologia dinamarquesa, junto a Hans Henning Ræder (1869-1959), Johan Ludvig Heiberg (filólogo) (1854–1929), William Norvin e Anders Bjørn Drachmann (1860–1935). Ela foi uma das primeiras mulheres a escrever artigos para a famosa enciclopédia alemã Realencyclopädie der classischen Altertumswissenschaft (ou simplesmente Enciclopédia real "Pauly–Wissowa"). 
Adler é conhecida mundialmente por sua edição do Suda, publicada em 5 volumes. Tal livro é tido como modelo para as traduções modernas. A numeração que Adler estabeleceu na sua edição do Suda, conhecida como numeração de Adler, é hoje a numeração padrão para citação da obra entre os acadêmicos nas Universidades.